# 小行星8814
小行星8814（英語：8814 Rosseven）是一颗围绕太阳公转的小行星。1983年12月1日，愛德華·鮑威爾在可可尼诺县发现了此天体。
这颗小行星的绝对星等为159.8979291850369等。